# А в кривого танця

Схема кривого танцю

«А в кривого танця» (кривий танець, кривий танок) — українська народна пісня, належить до весняного циклу пісень. Пісня супроводжується танцями-хороводами, які водять переважно дівчата. Кривий танець — найпоширеніший при святкуванні гаївок та веснянок.

## Особливості танцю
Під час виконання «кривого танцю» всі учасники стають в ряд, взявшись за руки. Дівчина, яка йде попереду «виводить кривого танця» — веде всіх за собою. Лінія, яка описують виконавці хороводу має вигляд кривої. Звідси і назва — «кривий танець». Кожен наступний учасник точно повторює лінію ходи попереднього танцівника.
«Кривий танець» належить до так званих «ключових» хороводів, які на відміну від «колових» хороводів, водили довгою лінією — «ключем». Також до ключових хороводів належать «Плетениця», «Зелений Шум», «Роман-зілля» та «А ми просо сіяли». Найчастіше перед початком «Кривого танцю» позначають орієнтири — забивають три-чотири кілки або ставлять трьох-чотирьох малих хлопчиків чи дівчаток. «Кривий танець» водять окреслюючи ключем ці фігури. Ведуть вільним кроком і, як правило, не в ногу.
Павло Чубинський зазначав, що першим хороводом на свято Великодня майже завжди буває «кривий танець». «Ця гра відбувається так. Забивають у землю три кілки, щоб з них вийшов трикутник, беруться за руки у два ряди та й кружляють біля тих кілків, виспівуючи такі пісні (помірно)»
Хороводи є одними із найархаїчніших народних танців, а те, що з «Кривого танцю» зазвичай починають веснянки та гаївки, на думку Михайла Грушевського, «може вказувати на хронологічне першинство сеї гри, бо з тим сходиться її глибока примітивність». Першим завданням танцю було підняти настрій, розбудити енергію, «своїм екстазом, збільшенню енергією і волею розбурхати природні сили, розбудити до життя, до продукції».

## Регіональні відмінності
«Кривий танець» був поширений практично у всіх регіонах України. Один з варіантів був записаний у селі Старосіллі у Чернігівській області 1928 року, його навів Олекса Воропай у книзі «Звичаї українського народу».
«На Благовіщення й на Великдень, як дні гарні та ясні, дівки ходять кругом села і співають, а за ними ідуть маленькі діти. Вийдуть на просторіше сухе місце, беруть трьох малих хлопчиків (дівчаток ні), садовлять їх навкоси (трикутником), один проти одного, а тоді беруться за руки; одна заходить між дітей і виводить кривого танця; дійде до задньої, тоді беруться задня з передньою за руки і вже ходять кругом та співають пісню:
 А у кривого танця

 Да не виведу конця.

 Буде його да виводити,

 Йому конець да находити.
Як переспівають пісню, то всі дівчата спиняються, обертаються до дітей, поділяються на три частини (кожна частина стоїть кругом одного хлопця) і плескають руками над їх головами та співають:
 Ладки, ладки

 Да веребчику…
Як закінчать пісню, то піднімають дітей на руки і підкидають угору (кожного хлопця) кілька разів і все на руках спускають та кричать: „ту-та-та“ — і так вітають хлопців».